# Georg Scherer (Philosoph)
Georg Scherer (* 30. April 1928 in Oberhausen; † 13. Mai 2012) war ein deutscher Philosoph. 

## Leben
Georg Scherer wurde als Sohn von Dr. Georg Scherer und Adele Scherer, geborene Richter-Morawe, geboren. Im März 1947 legte er die Reifeprüfung ab. Ab 1947 studierte er an den Universitäten Bonn und Tübingen Philosophie, Germanistik und katholische Theologie. 1951 promovierte er in Bonn mit der Arbeit Der emotionale Apriorismus: Versuch einer Auseinandersetzung mit Max Scheler. Sein Rigorosum mit den Fächern Philosophie, Neue deutsche Literaturgeschichte und Christliche Soziallehre war am 25. Juli 1951. Anschließend war er in der Erwachsenenbildung tätig, u. a. als wissenschaftlicher Leiter des Seminars für Staatsbürgerkunde in Olpe. 
1960 war er Gründungsdirektor der katholischen Akademie „Die Wolfsburg“ in Mülheim an der Ruhr. Von 1965 bis 1993 lehrte er als Nachfolger von Josef Pieper als Professor für Philosophie an der Universität-Gesamthochschule Essen. 
Beim 82. Deutschen Katholikentag 1968 in Essen trat er als Kritiker der Enzyklika Humanae Vitae auf.  Seit 1952 war er Vorsitzender des Katholischen Bildungswerkes Oberhausen. 1998 wurde er mit der Ehrennadel der Stadt Oberhausen ausgezeichnet. Scherer war Vorsitzender des Ehrenrates von Rot-Weiß Oberhausen. 2008 erhielt er das Bundesverdienstkreuz am Bande.
1954 heiratete er die Malerin Hannelore Woller (seitdem Hannelore Scherer). Aus der Ehe gingen vier Kinder hervor.

## Werk
Scherer schrieb über zwanzig Bücher, den Artikel über den neuzeitlichen Personbegriff im Historischen Wörterbuch der Philosophie (1989), die Artikel über Max Scheler und Liebe in der Theologischen Realenzyklopädie, den Artikel über Frau/Mann im Lexikon der Bioethik (1998) und den Artikel über Thomas von Aquin im Metzler Philosophen Lexikon (1989). Sein Buch Das Problem des Todes in der Philosophie wurde ins Polnische, Tschechische und Italienische übersetzt. Die italienische Übersetzung fertigte der Philosoph Giuliano Sansonetti an, der auch Bücher von Friedrich Heinrich Jacobi, Friedrich Schleiermacher und Wolfhart Pannenberg ins Italienische übertrug. Scherers Buch Ehe im Horizont des Seins erlebte zwei Auflagen und wurde ins Spanische übersetzt (Nueva comprensión de la sexualidad. El matrimonio en el horizonte del ser). Auch die spanische Übersetzung erlangte zwei Auflagen. Noch im Sommersemester 2009 hielt er – inzwischen über 80 Jahre alt – Lehrveranstaltungen an der Universität Essen. Sein meistzitiertes Buch ist wahrscheinlich Das Problem des Todes in der Philosophie.